# Dara Birnbaum
Dara Birnbaum (Nueva York, 29 de julio de 1946-2 de mayo de 2025) fue una artista estadounidense de videos e instalaciones. Birnbaum entró en el campo incipiente del videoarte a mediados y finales de la década de 1970 desafiando los prejuicios de género de ese período y la presencia cada vez mayor de la televisión dentro del hogar estadounidense. Su obra aborda principalmente las características ideológicas y estéticas de los medios de comunicación a través de la intersección del videoarte y la televisión. Utiliza videos para reconstruir imágenes de televisión usando materiales tales como formatos arquetípicos como concursos, telenovelas y programas deportivos. Sus técnicas involucran la repetición de imágenes y la interrupción del flujo con texto y música. También es conocida por formar parte del movimiento artístico feminista que surgió dentro del videoarte a mediados de la década de 1970. Birnbaum vive y trabaja en Nueva York.

## Primeros años y educación
Birnbaum se licenció en arquitectura en 1969 por la Carnegie Mellon University en Pittsburg. Posteriormente trabajó en el estudio de arquitectura Lawrence Halprin & Associates en la ciudad de Nueva York. Su trabajo con la firma le transmitió una consideración de por vida del espacio urbano y la exploración de la relación entre las esferas pública y privada en la cultura de masas. En 1973 Birnbaum obtuvo un BFA en pintura del San Francisco Art Institute.

## Trayectoria y práctica artística
En 1975, Birnbaum se mudó a Florencia un año y fue introducida al videoarte por el Centro Diffusione Grafica, una galería que fue pionera en exhibiciones de videoarte. Poco después de su regreso a Nueva York en 1976, Birnbaum conoció a Dan Graham, un artista/crítico que tuvo un gran impacto en su desarrollo artístico. La introdujo en Screen, un periódico británico de teoría del cine, que proporcionó un análisis crítico del cine convencional durante la década de 1970. Birnbaum estaba muy interesada en la discusión del periódico sobre un contexto feminista emergente en la crítica del cine, pero descubrió que Screen tenía fallos al no considerar la televisión, un medio que ella creía que había reemplazado al cine como la fuerza dominante de la cultura de masas estadounidense.
A mediados de la década de 1970, el poeta Alan Sondheim le prestó a Birnbaum su Sony Portapak, que le permitió crear sus primeros trabajos de video experimentales, como Control Piece and Mirroring . Estos trabajos exploraron la separación entre el cuerpo y su representación mediante el uso de espejos e imágenes proyectadas. La presencia de espejos continuó en sus trabajos en video de finales de la década de 1970, que se centraban principalmente en la apropiación y las convenciones de la televisión. A través de la fragmentación y repetición de las convenciones televisivas, utilizó imágenes prestadas para examinar las estructuras técnicas y las expresiones físicas del medio.
Estas exploraciones sentaron las bases para su trabajo más destacado, la pieza de videoarte Technology/Transformation: Wonder Woman de 1978-79. En este trabajo utilizó imágenes propias de Wonder Woman para subvertir los subtextos ideológicos y los significados incrustados en la serie de televisión. "Apertura con una salva prolongada de explosiones de fuego acompañadas por el grito de advertencia de una sirena, Tecnología/Transformación: Wonder Woman está sobrealimentada, llena de acción y visualmente fascinante... a lo largo de sus casi seis minutos vemos varias escenas protagonizadas por el personaje principal. Diana Prince... en la que se transforma en la famosa superhéroe". Su uso como cita de Wonder Woman ilustra los esfuerzos que hizo para explorar "la televisión en la televisión", lo que indica una conciencia de analizar el medio de televisión / video dentro de sus propios términos, una exploración de los elementos estructurales del contenido televisivo y un intento de hablar de nuevo de la televisión.
En 1979, comenzó a realizar collages de video de edición rápida a partir de imágenes apropiadas mientras trabajaba para una unidad de posproducción de televisión. En 1982 Birnbaum creó la pieza titulada PM Magazine/Acid Rock con un video apropiado del programa de televisión nocturno, PM Magazine y un segmento de un comercial de Wang Computers. Creado para Documenta 7 como parte de una instalación de video de cuatro canales, PM Magazine / Acid Rock subraya los temas del consumismo, la televisión y el feminismo en el trabajo de Birnbaum mediante el uso de imágenes pop y una versión recompuesta de "LA Woman" de The Doors. Participó en la Bienal de Whitney de 1985.
En su trabajo en video de un solo canal de 1990, Cannon: Taking to the Street, el acto político de tomar la calle se enmarca a través de una evocación icónica del levantamiento de París de mayo de 1968, intercalada con imágenes de aficionados de una marcha de Take Back the Night celebrada en la Universidad de Princeton en abril de 1987.
Su videoinstalación de seis canales de 1994, Hostage, tiene como tema el secuestro de Hanns-Martin Schleyer en 1977.
Tecnología/Transformación: Wonder Woman se conserva en la colección del Museo de Arte Moderno. También tiene obras en la colección de la Galería Nacional de Canadá.

## Trabajos seleccionados
Las obras de Dara Birnbaum distribuidas por Electronic Arts Intermix incluyen:
- Technology/Transformation: Wonder Woman1978-79, 5:50 min, color, sound
- Kiss The Girls: Make Them Cry (1979), 6:50 min, color, sound
- Local TV News Analysis (1980), 61:08 min, color, sound
- Pop-Pop Video (1980), 9 min, color, sound
- General Hospital/Olympic Women Speed Skating (1980), 6 min, color, sound
- Kojak/Wang (1980), 3 min, color, sound
- Remy/Grand Central: Trains and Boats and Planes (1980), 4:18 min, color, sound
- Fire! Hendrix (1982), 3:13 min, color, sound
- PM Magazine/Acid Rock (1982), 4:09 min, color, sound
- Damnation of Faust: Evocation (1983), 10:02 min, color, sound
- Damnation of Faust: Will-o'-the-Wisp (A Deceitful Goal) (1985), 5:46 min, color, sound
- Artbreak, MTV Networks, Inc. (1987), 30 sec, color, sound
- Damnation of Faust: Charming Landscape (1987), 6:30 min, color, sound
- Canon: Taking to the Streets, Part One: Princeton University - Take Back the Night (1990), 10 min, color, sound
- Transgressions (1992), 60 sec, color, sound[18]

## Arabesque, Edición Especial Limitada 2021
Dara Birnbaum es la primera artista que participó en el Proyecto D'ORO D'ART, para la creación de libros que contienen arte digital. Birnbaum asumió el desafío de transformar especialmente su video de cuatro canales, Arabesque de 2011, en un video de un solo canal para el libro. En el video, el sonido y la imagen se integran, y juntos trazan la relación amorosa y artística de Robert y Clara Schumann. Birnbaum reunió selecciones de películas de representaciones del Arabesque Opus 18 de Robert Schumann y de películas de Romanze 1, Opus 11 de Clara Schumann. Birnbaum yuxtapuso estos clips con imágenes fijas tomadas a partir de imágenes de la película de 1947 sobre los Schumann, Song of Love, que muestra de manera reveladora el Arabesque Opus 18 de Robert Schumann. Arabesque de Birnbaum reflexiona con delicadeza sobre la convulsa relación entre Robert y Clara Schumann, una relación amorosa muy ligada a la música, ya que ambos son pianistas. El video Arabesque, Special Limited Edition 2021 se activa al abrir el libro en el que está contenido. Los comisarios del proyecto son Barbara London y Valentino Catricalà. El libro es una producción de la editorial D'ORO Collection, con sede en Roma. Arabesque, Special Limited Edition 2021 fue posproducido por Michael Saia. El video dura 6 minutos y 29 segundos.

## Premios
En 2010 ganó el premio United States Artists.  